# Маркизский плодоядный голубь
Маркизский плодоядный голубь (Ducula galeata) — это голубь, который обитает на острове Нуку-Хива, одном из Маркизских островов Французской Полинезии. Его можно найти в некоторых долинах западной части этого острова.
Это крупнейший в мире голубь, живущий на деревьях. Он весит около 900 граммов и в длину достигает около 52 см. У него широкие крылья и клюв как у утки. Тело покрыто тёмно-серыми перьями. Пара глаз белового цвета. Крик его похож на мычание коровы — «вуу-вуу».
Этот вид находится под угрозой исчезновения. Существует менее 150 взрослых особей этого вида.
Чтобы голубь не исчез совсем, были приняты специальные меры.